# Great Bernera
Great Bernera (en gaélique écossais : Beàrnaraigh Mòr, API : /ˈpjaːrˠn̪ˠəɾaj moːɾ/) est une île du Royaume-Uni située en Écosse dans l'archipel des Hébrides extérieures.